# Southern Illinois University Carbondale

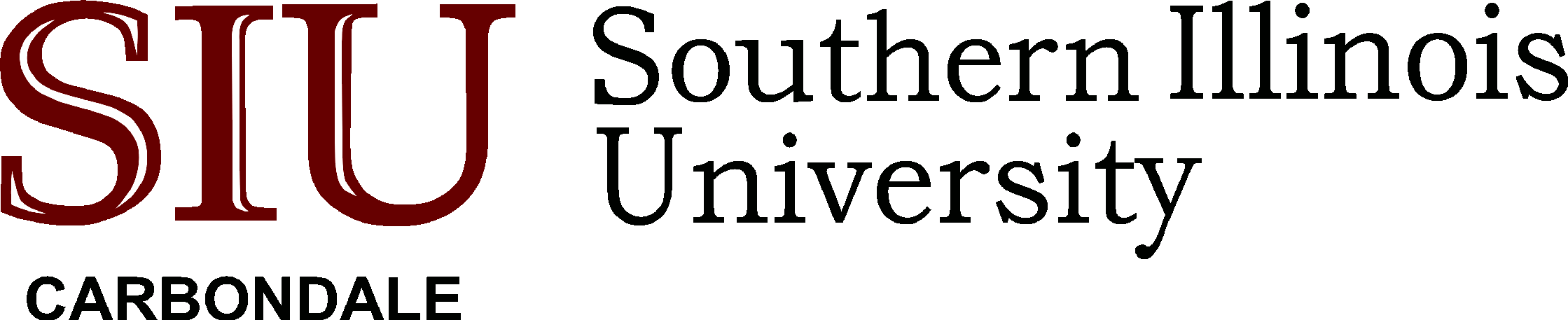
Das Logo der Universität

Die Southern Illinois University Carbondale ist eine staatliche Universität in Carbondale im US-Bundesstaat Illinois. Mit 23.600 Studenten ist sie der wichtigste Standort des Southern Illinois University Systems. Die im Jahr 1869 gegründete Universität ist besonders für ihre Forschung und Lehre im Bereich der Automobiltechnologie bekannt.

## Sport
Die Sportteams der Southern Illinois University Carbondale sind die Salukis. Die Sportteam der Hochschule sind Mitglied in der Missouri Valley Conference. Das Footballteam spielt in der Gateway Football Conference.

## Berühmte Absolventen
- Jim Belushi (* 1954) – Schauspieler, Musiker und Komödiant
- Robert Coover (1932–2024) – Literaturprofessor an der Brown University
- Shawn Colvin (* 1956) – Singer-Songwriterin
- Don S. Davis (1942–2008) – Schauspieler
- Dennis Franz (* 1944) – Schauspieler
- Walt Frazier (* 1945) – Basketballspieler
- Jean Kittrell (1927–2018) – Jazzmusikerin und Hochschullehrerin
- Steve James (* 1953) – Regisseur und Produzent
- Wendell Logan (1940–2010) – Jazzmusiker, Hochschullehrer und Komponist
- Jenny McCarthy (* 1972) – Model, Playmate und Schauspielerin (ohne Abschluss)
- Connie Price-Smith (* 1962) – Kugelstoßerin und Diskuswerferin
- Richard Roundtree (1942–2023) – Schauspieler
- Marion Rushing (1936–2013) – American-Football-Spieler
- Ken Swofford (1933–2018) – Schauspieler